# Liste der Militärkasernen in München
Die Landeshauptstadt München beherbergte in ihrer Geschichte eine Vielzahl militärischer Kasernen, von denen heute nur noch wenige existent sind und von der Bundeswehr genutzt werden. Auf einem Gedenkstein in der Bayern-Kaserne sind ehemalige und heute noch bestehende Kasernen in München aufgelistet.

## Ehemalige Münchner Kasernen
| Name(n)                                                   | Typ                                                                                       | Lage                                              | Stadtteil      | Errichtung | Kaserne seit | Kaserne bis | Abriss    | Bemerkungen                                                                     | Bild              |
| --------------------------------------------------------- | ----------------------------------------------------------------------------------------- | ------------------------------------------------- | -------------- | ---------- | ------------ | ----------- | --------- | ------------------------------------------------------------------------------- | ----------------- |
| Bayern-Kaserne                                            | ursprünglich Flak-Kaserne, dann Ausweichstelle für die Universität der Bundeswehr München | Heidemannstraße (Karte)                           | Freimann       | 1936–1938  | 1936         | 2009        |           | erst General-Wever-Kaserne, 1945 Henry-Kaserne, heutiger Name ab 1968           | Bayern-Kaserne    |
| Eisenbahnkaserne                                          | Kaserne des Eisenbahnbataillons                                                           | Dachauer Straße (Karte)                           | Neuhausen      | 1888/89    | 1890         | 1976        |           | heute Wehrbereichs-Verwaltung und Studentenwohnanlage                           | weitere Bilder    |
| Funkkaserne                                               |                                                                                           | Domagkstraße, Frankfurter Ring (Karte)            | Freimann       |            | 1936         | 1992        |           | Teile denkmalgeschützt                                                          | Funkkaserne       |
| Hofgartenkaserne, Max-Joseph-Kaserne                      | Artilleriekaserne                                                                         | Hofgarten (Ostrand) (Karte)                       | Altstadt       | 1801–1808  | 1804–1808    |             | 1899      | ab 1900 Bau des Bayerischen Armeemuseums                                        | weitere Bilder    |
| Alte Isarkaserne                                          | Kavalleriekaserne                                                                         | Museumsinsel (damals Kohleninsel genannt) (Karte) | Isarvorstadt   | 1700       | 1700         | 1892        | nach 1914 | an der Stelle des heutigen Deutschen Museums                                    | weitere Bilder    |
| Neue Isarkaserne, Schwere-Reiter-Kaserne                  | Kavalleriekaserne                                                                         | Erhardtstraße, Zweibrückenstraße (Karte)          | Isarvorstadt   | 1811–1817  | 1817         | 1902        | 1953      | an der Stelle des heutigen Deutschen Patent- und Markenamts                     | weitere Bilder    |
| Kosttor-Kaserne                                           | Artilleriekaserne                                                                         | Maximilianstraße (Karte)                          | Altstadt       | 1705       | 1705         | 1855        | 1855      | benannt nach dem in der Nähe liegenden Kosttor                                  |                   |
| Kreuzkaserne                                              | Infanteriekaserne                                                                         | Karlstor bis Nähe Josephspital (Karte)            | Altstadt       | 1670       | 1670         | 1825        | 1883      | älteste Kaserne der Garnison München, benannt nach der Kreuzkirche              | Kreuzkaserne      |
| Kronprinz-Rupprecht-Kaserne, Alabama-Depot                |                                                                                           | Schleißheimer Straße (Karte)                      | Am Hart        |            | 1963         | 1994        |           |                                                                                 |                   |
| Lehel-Kaserne                                             | Artilleriekaserne                                                                         | neben der St.-Anna-Klosterkirche (Karte)          | Lehel          | 1806/07    | 1807         | 1901        |           |                                                                                 |                   |
| Luitpoldkaserne                                           | Luftschifferkaserne                                                                       | Infanteriestraße (Karte)                          | Schwabing-West | 1896       | 1896         | 1999        | -         | jetzt durch Firmen genutzt                                                      | weitere Bilder    |
| Marsfeldkaserne                                           | Infanteriekaserne                                                                         | Arnulfstraße, Maillinger Straße (Karte)           | Maxvorstadt    |            | 1888         | 1945        |           |                                                                                 | weitere Bilder    |
| Maximilian-II-Kaserne                                     | Artilleriekaserne                                                                         | Leonrodstraße (Karte)                             | Neuhausen      |            | 1865         | 1945        |           | im Zweiten Weltkrieg zerstört                                                   | weitere Bilder    |
| McGraw-Kaserne                                            | Kaserne der US Army                                                                       | Tegernseer Landstraße (Karte)                     | Obergiesing    | 1935–37    | 1945         | 1992        | -         | ursprünglich Reichszeugmeisterei, jetzt Polizeipräsidium München                | weitere Bilder    |
| Barackenkasernement Oberwiesenfeld, Oberwiesenfeldkaserne | Infanteriekaserne                                                                         | Dachauer Straße (Karte)                           | Neuhausen      | 1893–95    | 1893         | 1969        | -         | jetzt durch Firmen genutzt, die ehemalige Reithalle als Veranstaltungsort       | weitere Bilder    |
| Kaserne Oberwiesenfeld                                    | Luftwaffe Flugabwehrraketengruppe                                                         | Lerchenauer Straße 115                            | Milbertshofen  |            | 1936         | bis 1969    | nach 1969 | Überbauung des Geländes mit dem Olympisches Dorf (München)                      |                   |
| Prinz-Eugen-Kaserne, Lohengrin-Kaserne                    | Pionierschule                                                                             | Cosimastraße (Karte)                              | Oberföhring    | 1938       | 1938         | 2009        | 2010      | benannt nach Prinz Eugen von Savoyen, Neubau eines Wohngebiets geplant          | weitere Bilder    |
| Prinz-Leopold-Kaserne                                     | Kavalleriekaserne                                                                         | Schwere-Reiter-Straße (Karte)                     | Schwabing-West | 1902       | 1902         | 1945        | -         | benannt nach Prinz Leopold von Bayern, jetzt Nutzung durch den Freistaat Bayern | weitere Bilder    |
| Seidenhauskaserne                                         | Artilleriekaserne                                                                         | Hofgarten (Südost) (Karte)                        | Altstadt       | 1796       | 1803         | 1893        | 1899      | benannt nach einer bis 1803 dort untergebrachten Seidenmanufaktur               | Seidenhauskaserne |
| Salzstadelkaserne, Jägerkaserne                           | Infanteriekaserne                                                                         | am Starnberger Flügelbahnhof (Karte)              | Maxvorstadt    | 1780       | 1849         | 1890        |           | ehemaliges Speichergebäude                                                      |                   |
| Stetten-Kaserne, Indiana Depot                            | Kradschützen-Kaserne                                                                      | Schwere-Reiter-Straße (Karte)                     | Schwabing-West |            | 1931         | 1994        |           |                                                                                 |                   |
| Telegraphenkaserne                                        |                                                                                           | Lazarettstraße (Karte)                            | Neuhausen      | 1909/10    |              |             |           |                                                                                 | weitere Bilder    |
| Türkenkaserne, Prinz-Arnulf-Kaserne                       | Infanteriekaserne                                                                         | Türkenstraße (Karte)                              | Maxvorstadt    | 1823/24    | 1824         | 1945        |           | Teil des Eingangsbaus erhalten als Türkentor                                    | weitere Bilder    |
| Waldmann-Kaserne, Jensen-Barracks                         | Korpsnachrichten-Kaserne                                                                  | Schwere-Reiter-Straße (Karte)                     | Schwabing-West |            | 1934         | 1994        |           |                                                                                 |                   |

## Heute noch bestehende Kasernen
| Name                       | Typ | Lage                        | Stadtteil | Errichtung | Kaserne seit | Bemerkungen                                                                                  | Bild                |
| -------------------------- | --- | --------------------------- | --------- | ---------- | ------------ | -------------------------------------------------------------------------------------------- | ------------------- |
| Fürst-Wrede-Kaserne        | ursprünglich Artillerie- und Panzerjägerkaserne, heute Wehrbereichskommando Süddeutschland, Landeskommando Bayern, Feldjägerregiment 3, Bundeswehrfachschule     | Ingolstädter Straße (Karte) | Freimann  | 1936       | 1936         | zunächst Verdun-Kaserne, 1945 Will-Kaserne, heutiger Name ab 1972 Teile wurden 2006 verkauft | Fürst-Wrede-Kaserne |
| Ernst-von-Bergmann-Kaserne | ursprünglich SS-Kaserne, heute Sanitätsakademie der Bundeswehr sowie Institute der Bundeswehr für Pharmakologie und Toxikologie, Mikrobiologie und Radiobiologie | Neuherbergstraße (Karte)    | Am Hart   | 1934–1936  | 1936         | zunächst Kaserne München-Freimann, 1950 Warner-Kaserne, heutiger Name ab 1968                | weitere Bilder      |